# Хидауи, Ильяс
Ильяс Хидауи (араб. إلياس هيداوي‎; род. 13 апреля 2008) — марокканский футболист, защитник клуба «Футбольная академия Мухаммеда VI».

## Клубная карьера
Хидауи — воспитанник клуба «Футбольная академия Мухаммеда VI».

## Международная карьера
В 2025 году в составе юношеской сборной Марокко Хидауи стал победителем домашнего юношеского Кубка Африки. На турнире он сыграл в матче против сборной Мали.

## Достижения
Международные
 Марокко (до 17)
- Победитель Кубка африканских наций (до 17 лет): 2025